# Бурляев, Иван Николаевич
Иван Николаевич Бурляев (род. 13 сентября 1976, Москва) — советский и российский композитор и актёр.

## Биография
С 1983 по 1995 год учился в Центральной средней специальной музыкальной школе при Московской государственной консерватории имени П. И. Чайковского (по классу фортепиано). С 1995 по 2000 год — в Московской государственной консерватории имени П. И. Чайковского по классу фортепиано (профессор Л. Н. Наумов)
С 1998 года — арт-директор Международного форума кино, театра и боевых искусств «Золотой Витязь». Генеральный директор продюсерского центра «Золотой Век».
Руководитель Ассоциации киномузыки Российского Музыкального Союза. Член правления Союза кинематографистов России и Гильдии композиторов в Союзе кинематографистов России. Член Совета директоров Российского авторского общества (РАО). Член Экспертного совета Президентского фонда культурных инициатив. Член Экспертного совета Всероссийского конкурса молодых композиторов «Партитура». Главный эксперт компетенции «Медиакомпозитор» Национального открытого чемпионата творческих компетенций ArtMasters. Руководитель Лаборатории киномузыки "REC" (Russian Enlighted Composers)

## Семья
- Отец — Николай Бурляев (род. 3 августа 1946), актёр, режиссёр, народный артист РФ (1996).
- Мама — Наталья Бондарчук (род. 10 мая 1950), актриса, режиссёр, заслуженная артистка РСФСР (1977), заслуженный деятель искусств РФ (2009).
- Дедушка — Сергей Бондарчук (25 сентября 1920 — 20 октября 1994), режиссёр, актёр, народный артист СССР (1952). Герой Социалистического Труда (1980), лауреат Ленинской (1960), Сталинской премии I степени (1952) и Государственной премии СССР (1984), обладатель кинопремии «Оскар» (1969).
- Бабушка — Инна Макарова (28 июля 1926 — 25 марта 2020), актриса, народная артистка СССР (1985), лауреат Сталинской премии I степени (1949).
- Тётя — Алёна Бондарчук (31 июля 1962 — 7 ноября 2009), актриса.
- Дядя — Фёдор Бондарчук (род. 9 мая 1967), актёр, режиссёр, сценарист, продюсер.
- Дядя — Андрей Малюков (6 января 1948 — 19 декабря 2021), режиссёр, сценарист, продюсер, народный артист РФ (2004).
- Сестра — Мария Бурляева (род. 27 августа 1987), актриса.
- Двоюродный брат — Константин Крюков (род. 7 февраля 1985), актёр, продюсер.
- Жена Юлия, четверо детей: Анастасия, Никита, Полина, Вера.

## Творчество
Написал музыку к спектаклям:
- 1987 (11 лет) — «Красная Шапочка» (Е.Шварц) (Театр-студия Киноактера)
- 1989 (13 лет) — «Снежная Королева» (Е.Шварц) (Театр-студия Киноактера)
- 2004 — «Арт-Революция»

## Фильмография
Роли в кино
- 1982 — Живая радуга — Ваня, сын Марии Сергеевны (эпизоды)
- 1985 — Детство Бемби — Бемби в детстве
- 1986 — Лермонтов — Миша Лермонтов в детстве
- 1986 — Юность Бемби — Соловей
- 1989 — Сувенир для прокурора — сын Зубцова
- 1992 — Господи, услыши молитву мою — Алёша Савёлов
- 2007 — Одна любовь души моей — Николай Раевский (младший)
- 2010 — Побег — эпизод
- 2015 — Тайна Снежной королевы — отец Герды

Озвучивание мультфильмов
- 1988 — Кошка, которая гуляла сама по себе — мальчик

Музыка к фильмам
- 1994 — «Путь сердца» (Документальный. корпорация «Видеофильм»)
- 1996 — «Гималаи. Обитель богов» (4 серии) (Документальный. ЭКЦ «Новый Дар»)
- 1998 — «Система Галины Шаталовой» (3 серии) (Документальный. ЭКЦ «Новый Дар»)
- 1999 — «Синегорье» (3 серии) (Документальный. ЭКЦ «Новый Дар»)
- 1999 — «Одна любовь души моей» (Пилот. 2 серии) (Телевизионный. Фонд «Истоки»)
- 2001 — «Мой дух к Юрзуфу прилетит» г. (Телевизионный. Фонд «Истоки»)
- 2002 — «Легенда о Беловодье» г. (Документальный. ЦСДФ)
- 2002—2003 — «Одна любовь души моей» (4 серии) (Телевизионный. Фонд «Истоки»)
- 2003 — «Дурная привычка» г. (Художественный. Реж. А. Малюков. «Синебридж»)
- 2003 — «Любовь и правда Федора Тютчева» (Телевизионный. Фонд «Истоки»)
- 2004 — «Двое» (Короткометражный. Реж. Е. Гроховская. ZG-film)
- 2004 — «Святослав Рерих. Завет» (Телевизионный. Фонд «Истоки»)
- 2005 — «Рысак» (Художественный. Реж. Л. Бочков. «ЦНФ»)
- 2005 — «9 рота» (Главная тема) (Художественный. Реж. Ф. Бондарчук. «Слово»)
- 2006 — «Грозовые ворота» (Многосерийный. Реж. А. Малюков. «1 канал»)
- 2006 — «Пушкин. Последняя дуэль». (Художественный. «Золотой Век»)
- 2006 — «Колокол Николая Бурляева». (Документальный. Реж. В. Игнатьев. Студия «ТриТэ»)
- 2007 — «На пути к сердцу» (Многосерийный. Реж. А. Карпыков. «1 канал»)
- 2008 — «Мы из будущего» (Художественный. Реж. А. Малюков. Телеканал «Россия») (номинация на премию «Золотой орёл» за лучшую музыку к фильму[1])
- 2008 — «Трудно быть мачо» (Художественный. Реж. В. Сорокин. «1 канал»)
- 2009 — «Десантура. Никто, кроме нас» (Многосерийный. Реж. О.Базилов. В. Воробьёв «1 канал», «Дирекция Кино»)
- 2009 — «Гоголь. Ближайший» (Художественный. Продюсерский центр «Золотой Век»)
- 2009 — «На игре» («Геймеры») (Художественный. Реж. П. Санаев. «КарОван Продакшн»)
- 2010 — «На игре: Новый уровень». (Художественный. Реж. П. Санаев. «КарОван Продакшн»)
- 2010 — «У Ильмень озера». (Документальный. Реж. Н. Уложенко, «Кинор»)
- 2010 — «Встречи на Солярисе». (4 серии) (Документальный сериал. Реж. А. Малюков. «Телеканал Культура»)
- 2010 — «И вечностью наполнен миг». (4 серии) (Документальный сериал. Реж. В. Максимов. «Телеканал Культура»)
- 2011 — «Сделано в СССР». (16 серий) (Телевизионный многосерийный. Реж. В. Островский «RWS»).
- 2012 — «Матч». (Художественный. Реж. А. Малюков «Рекун-синема»).
- 2012 — «Степные дети». (Многосерийный. Реж. Д. Черкасов «1 канал»).
- 2012 — «Soldiers of fortune». (Художественный. Реж. М.Коростышевский «Metro Goldwyn Mayer») Additional music.
- 2013 — «Городские шпионы». (Многосерийный. Реж. Д. Черкасов «1 канал»).
- 2014 — «Григорий Р». (Многосерийный. Реж. А. Малюков. «Марс Медиа»).
- 2015 — «Призрак». (Художественный. Реж. А. Войтинский. «Наше Кино»).
- 2015 — «Великая». (Многосерийный. Реж. И. Зайцев. «Марс Медиа»).
- 2015 — «Тайна Снежной королевы». (Художественный. Реж. Н. Бондарчук. Продюсерский центр «Золотой Век»).
- 2017 — «Притяжение». (Художественный. Реж. Ф. Бондарчук. «Sony Pictures»).
- 2017 — «Пять минут тишины». (Многосерийный. Реж. А. Праздников «НТВ»).
- 2017 — «Напарник». (Художественный. Реж. А. Андрющенко «Наше Кино»).
- 2017 — «Графомафия» (Художественный. Реж. Владимир Зайцев и Эдуард Радзюкевич. «Киностудия Крылья»).
- 2017 — «Салют-7». (Художественный. Реж. К. Шипенко «СТВ»).
- 2018 — «Вольная грамота». (Многосерийный. Реж. Д. Черкасов «1 канал»).
- 2018 — «Пять минут тишины. Возвращение». (Многосерийный. Реж. И. Драка «НТВ»).
- 2018 — «Т-34». (Художественный. Реж. А. Сидоров «Марс Медиа»,"Амедиа", «ТриТэ», «Россия-1»).
- 2019 — «Герой». (Художественный. Реж. К. Оганесян «Карго», «Россия-1»).
- 2019 — «Текст». (Художественный. Реж. К. Шипенко «Yellow, Black and White». (номинация на премию «Золотой орёл» за лучшую музыку к фильму)[2]
- 2019 — «Холоп». (Художественный. Реж. К. Шипенко «Yellow, Black and White».
- 2019 — «Отменивший войну». (Документальный. Реж. Н. Бурляев, Д. Чернецов. Студия «Золотой Витязь»).
- 2020 — «Пять минут тишины. Новые горизонты». (Многосерийный. Реж. И. Драка «НТВ»).
- 2020 — «Приказ». (Короткометражный. Реж. И. Белостоцкий «НП „КОТ“»).
- 2021 — «Конёк-горбунок». (Художественный. Реж. О. Погодин «СТВ»).
- 2021 — «Пальма». (Художественный. Реж. А. Домогаров мл. «Марс Медиа»).
- 2021 — «Пять минут тишины. Симбирские морозы». (Многосерийный. Реж. И. Драка «НТВ»).
- 2021 — «Один в поле воин». (Документальный. Реж. Н. Бурляев, Д. Чернецов. Студия «Золотой Витязь»).
- 2021 — «Другим я уже не буду». (Документальный. Реж. А. Николаев. Студия «Золотой Витязь»).
- 2022 — «Янычар». (Многосерийный. Реж. И. Шурховецкий «Марс Медиа Энтертейнмент», «Кинокомпания Альянс»).
- 2022 — «Мистер Нокаут». (Художественный. Реж. А. Михалков «Дисней Студиос», «КиноДом»).
- 2022 — «Стюардесса». (Многосерийный. Реж. Д. Черкасов «Россия-1»).
- 2023 — «Боже! Чувствую приближение Твоё!…». (Документальный. Реж. Н. Бурляев, Д. Чернецов. Студия «Золотой Витязь»).
- 2024 — «Холоп 2». (Художественный. Реж. К. Шипенко «Yellow, Black and White»).
- 2024 — «Холоп. Великолепный век» / "Şımarık". (Художественный. Реж. Onur Ünlü «Kunay» Турция).
- 2025 — «Пальма 2». (Художественный. Реж. В. Кондауров «Марс Медиа»).